# James Thiérrée

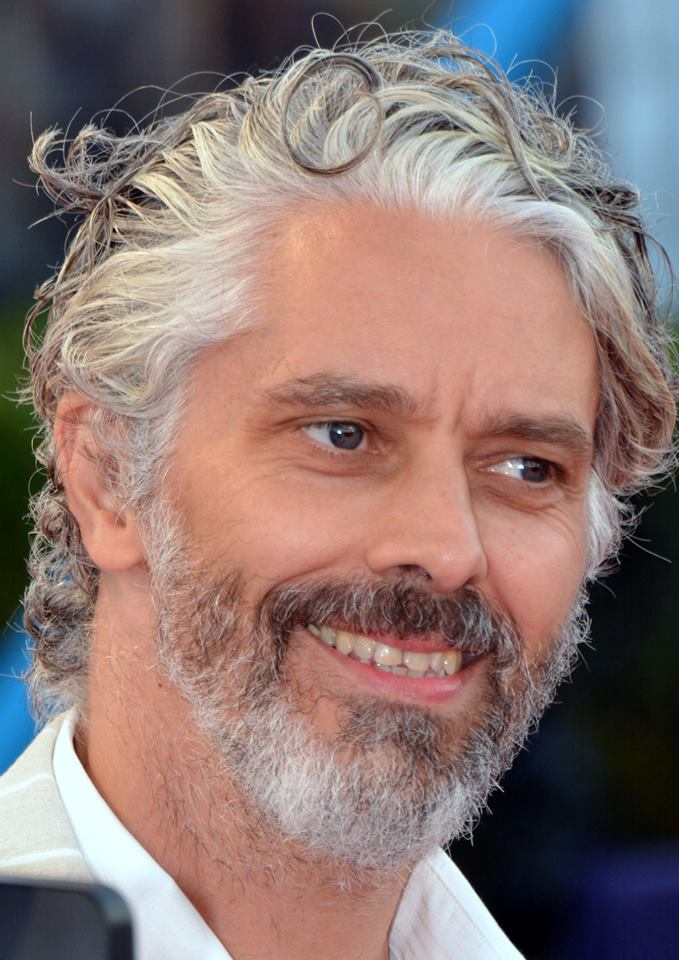
James Thiérrée (2018)

James Spencer Henry Edmond Marcel Thierrée (* 2. Mai 1974 in Lausanne, Schweiz) ist ein Schweizer Akrobat, Tänzer, Musiker, Schauspieler und Filmschauspieler.

## Leben
James Thiérrée, mütterlicherseits ein Enkel von Charlie Chaplin, ist der Sohn von Victoria Chaplin und Jean-Baptiste Thiérrée, einem französischen Schauspieler und Schriftsteller. Schon als Vierjähriger trat James im Zirkus seiner Eltern als Akrobat auf dem Fahrrad sowie als Kunstturner und Trapezkünstler auf. Er wurde deshalb zunächst von Privatlehrern unterrichtet und trat als Zwölfjähriger in die amerikanische Schule in Paris ein. Zudem erlernte er das Tanzen und das Geigenspiel und absolvierte später eine Schauspielausbildung am Piccolo Teatro di Milano, der Harvard Theater School, am Conservatoire national supérieur d’art dramatique in Paris und beim amerikanischen Schauspieler Robert Cordier. Seinen ersten Filmauftritt hatte er in der Rolle des Ariel im Film Prosperos Bücher von Peter Greenaway. In Rimbaud Verlaine von Agnieszka Holland spielte er 1995 Frédéric Rimbaud, den älteren Bruder von Arthur Rimbaud. Weitere Auftritte folgten in den Filmen Der Fluchtpunkt, Bye Bye Blackbird, Der grüne Planet – Besuch aus dem All, Duell der Degen und im Roma-Drama Korkoro von Tony Gatlif.
Im Jahr 1998 gründete Thiérrée seine eigene Theatertruppe unter dem Namen La compagnie du hanneton. Die erste Produktion dieser Truppe, La symphonie du hanneton („Die Symphonie des Maikäfers“), wurde 2006 mit vier Molières ausgezeichnet. Eine weitere Theaterproduktion, Au revoir parapluie, erhielt 2007 ebenfalls eine Molière-Auszeichnung.
Für die Filmkomödie Wir verstehen uns wunderbar von Antoine de Caunes wurde Thiérrée 2006 als bester Nachwuchsdarsteller nominiert. Im Jahr 2013 beteiligte er sich an der Szenografie der Tournee von Matthieu Chedid. Omar Sy und er verkörperten 2016 das Clownduo Footit und Chocolat im Film Monsieur Chocolat von Roschdy Zem. Thiérrée erhielt für seine Darstellung des Footit 2017 einen César als Bester Nebendarsteller.
Im Jahr 2014 wurde Thiérrée zum Ritter der Ehrenlegion ernannt.

## Filmografie (Auswahl)
- 1991: Prosperos Bücher (Prospero’s Books)
- 1995: Total Eclipse – Die Affäre von Rimbaud und Verlaine (Total Eclipse)
- 1996: Der grüne Planet – Besuch aus dem All (La belle verte)
- 1997: Duell der Degen (Le Bossu)
- 1997: Genealogien eines Verbrechens (Généalogies d’un crime)
- 2000: Vatel
- 2003: 18 Jahre später (18 ans après)
- 2005: Adieu, schöner, schwarzer Vogel (Bye Bye Blackbird)
- 2005: Affe unter Menschen (Carmen)
- 2006: Wir verstehen uns wunderbar (Désaccord parfait)
- 2007: Der Fluchtpunkt (Ce que mes yeux ont vu)
- 2013: Love Battles – Mein erotischer Ringkampf (Mes séances de lutte)
- 2016: Monsieur Chocolat
- 2018: Vidocq – Herrscher der Unterwelt (L’empereur des Paris)